# Claude-Ambroise Seurat
Claude-Ambroise Seurat (10 de abril de 1797 o 4 de abril de 1798 – después de 1833) fue un francés de Troyes, Francia que se exhibió como fenómeno de feria. Fue conocido como "el hombre anatómico o el esqueleto viviente" (en francés: l'homme anatomique ou le squelette vivant) debido a su extraordinariamente bajo peso.
Isaac W. Sprague, descubierto por P. T. Barnum, fue el primer Esqueleto Viviente famoso en Norteamérica y quien los puso de moda en barracas de feria y circos.

## Vida
La fecha de nacimiento de Seurat es incierta, siendo informada como el 10 de abril de 1797 o el 4  de abril de 1798. Las giras de Seurat por Europa despertaron controversia y debido a la publicidad, hubo un amplio interés en su vida, especialmente del estamento médico. Una cuenta, por ejemplo, citó que Seurat nació sano y normal como otros niños excepto por su pecho deprimido. A los catorce años, su salud empezó a disminuir hasta terminar con esa forma esquelética. Cuando visitó Londres durante una gira en 1825, Seurat fue descrito como de una altura normal de 1,71 m, pero con un cuerpo demacrado de tan solo 35,4 kg. Más tarde, en 1832, se declaró que pesaba 43 libras francesas y tenía 1,60 m de alto. La última noticia sobre una actuación de Seurat data de 1833 en Dinan en la Bretaña.

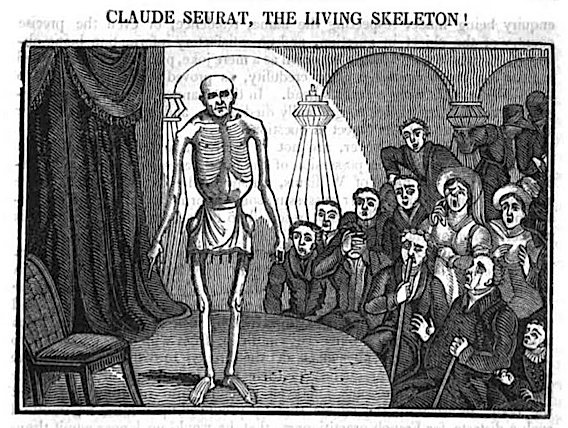
Grabado británico representando una exhibición de Claude Seurat, el Esqueleto Viviente; 1825.

Seurat fue también objeto de un dibujo anatómico de Francisco de Goya cuando el pintor español le conoció en 1826 en un circo en Burdeos.
La fecha de la muerte de Seurat se desconoce. En 1868, Gilbert Richard Redgrave comentó: "No he sido todavía capaz de constatar la fecha de su muerte. ¿Quién sabe si el pobre puede todavía estar yendo de ronda por las ferias francesas?"